# Università di Stoccolma
L'Università di Stoccolma (Stockholms universitet), è una delle principali istituzioni scolastiche della Svezia.

## Storia
L'anno di fondazione risale al 1878. All'inizio si tenevano delle conferenze di scienze naturali aperte al pubblico. Nel 1904 diventa un istituto pubblico riconosciuto. Dal 1960 ha acquisito ufficialmente il titolo di università, diventando la quarta università della Svezia; a quel tempo fu situata nel centro della città, nel quartiere Observatorielunden, ma lo sviluppo crescente richiese spazi più ampi, motivo per cui dal 1970 la maggior parte delle attività universitarie fu trasferita a Frescati, zona della periferia nord di Stoccolma.

## Struttura
L'ateneo è organizzato nelle seguenti facoltà:
- Giurisprudenza
- Scienze naturali
- Scienze sociali
- Studi umanistici

### Centri collegati all'università
- Askö Laboratory (Ricerche marine)
- Tarfala (Glaciology and Mountain)
- Tjärnö (Biologia marina)
- Tovetorp (Etologia)
- Tullbotorp (Botanica)
- Bergius Botanic Garden
- Manne Siegbahn Laboratory
- Stockholm Center for Marine Research (SMF)
- Centre for Transdisciplinary Environmental Research (CTM)

## Galleria d'immagini

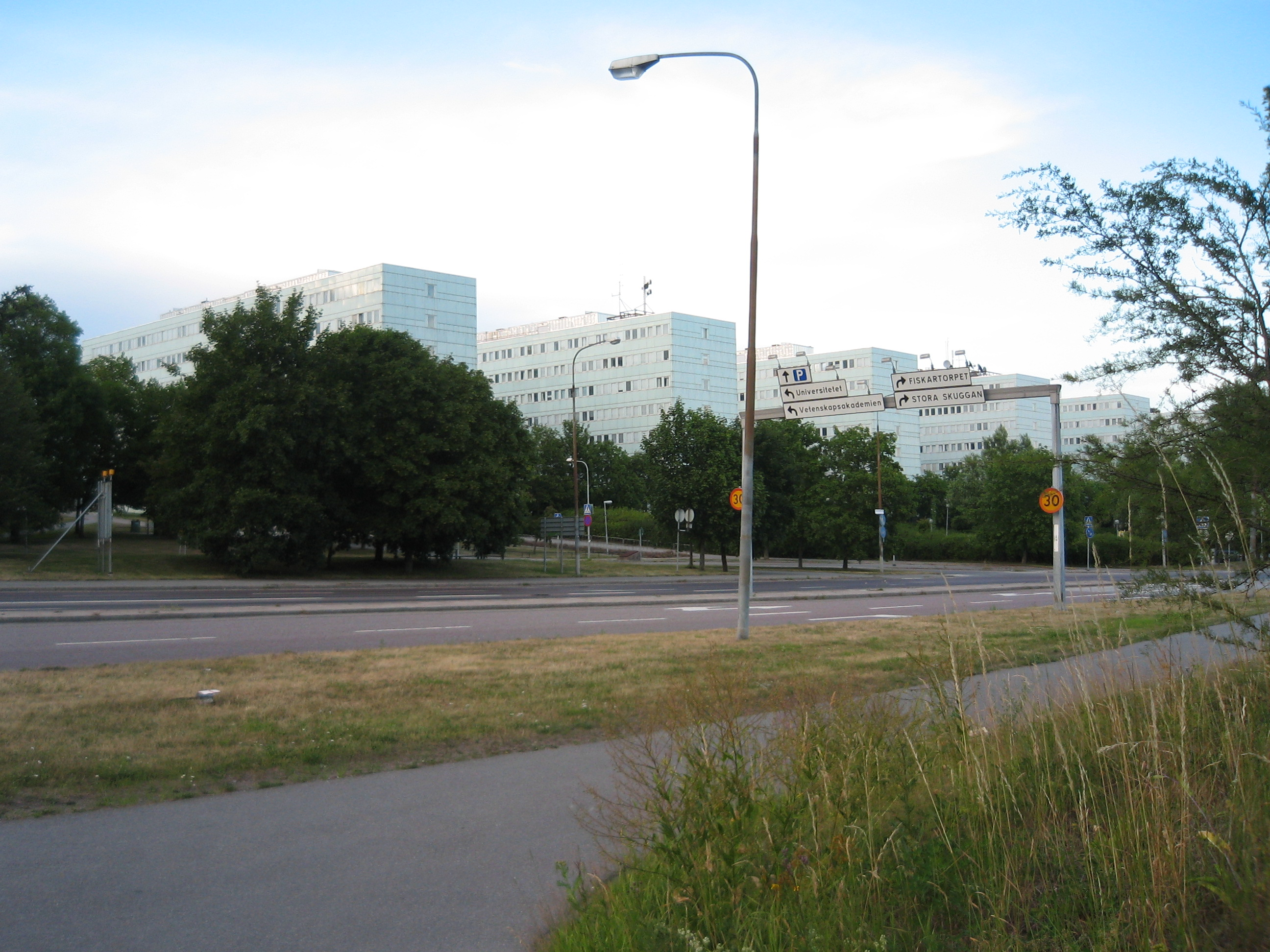
Moderni edifici di Södra huset
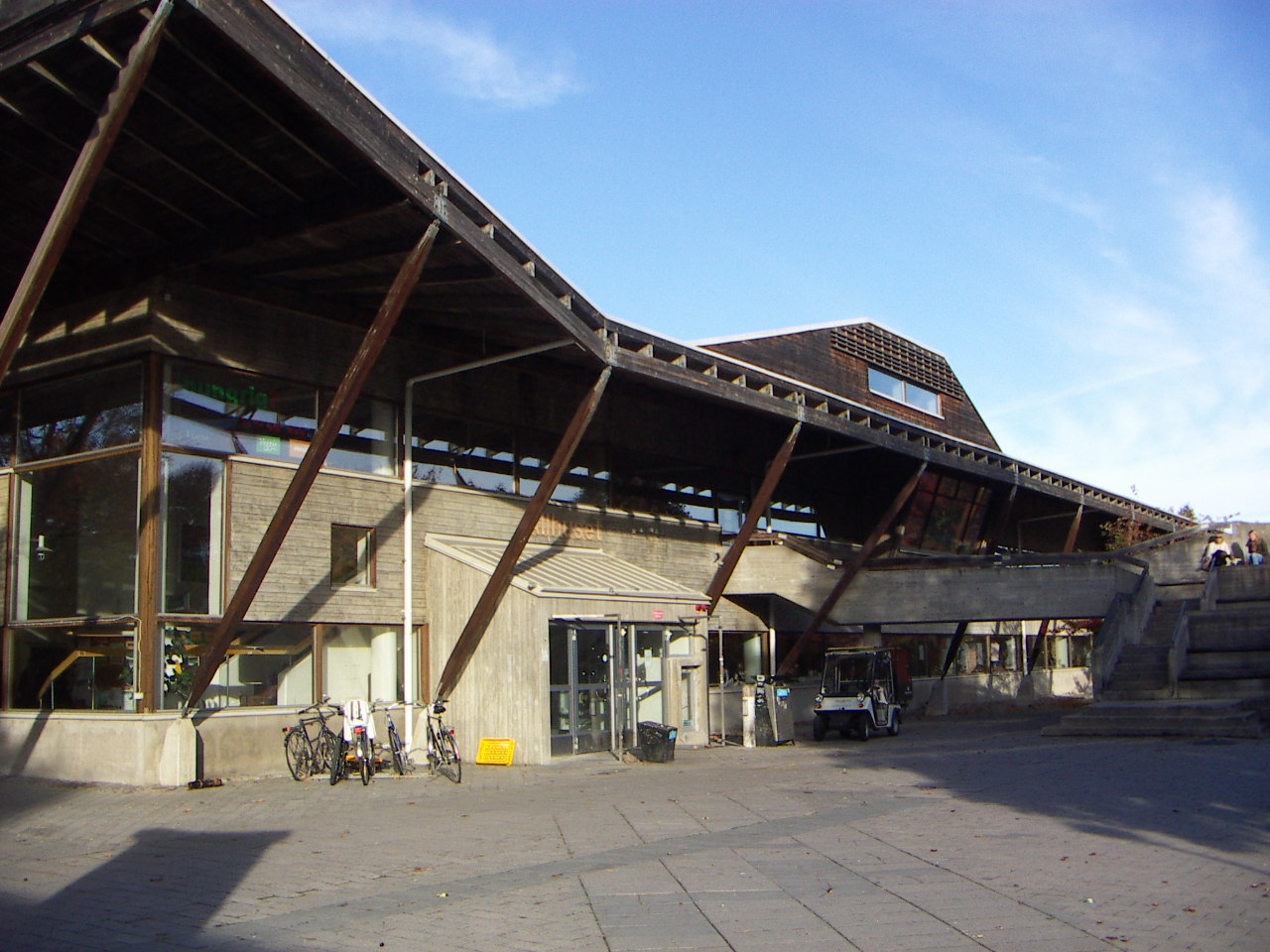
Allhuset, campus principale
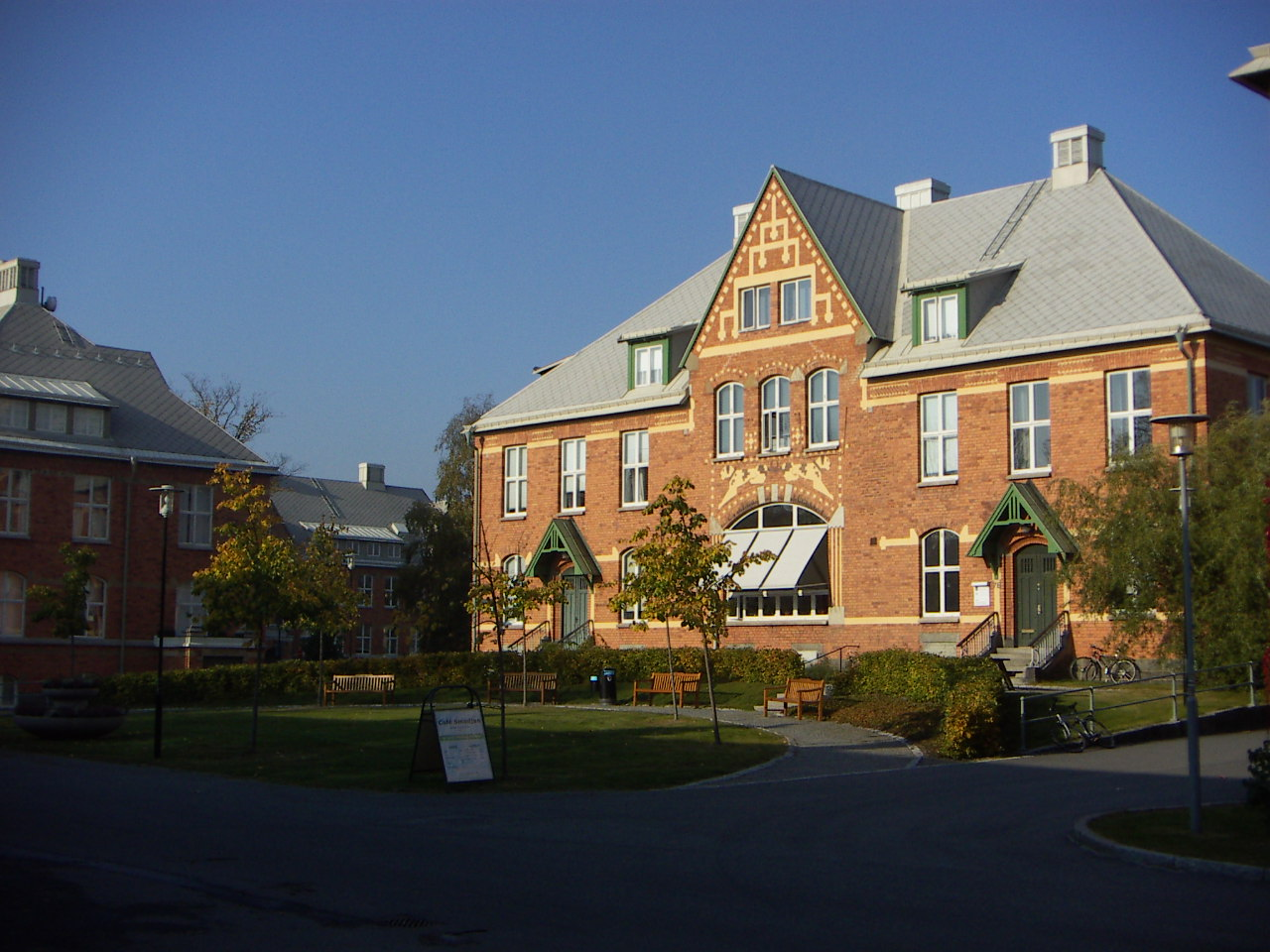
Istituto di matematica nel campus di Albano
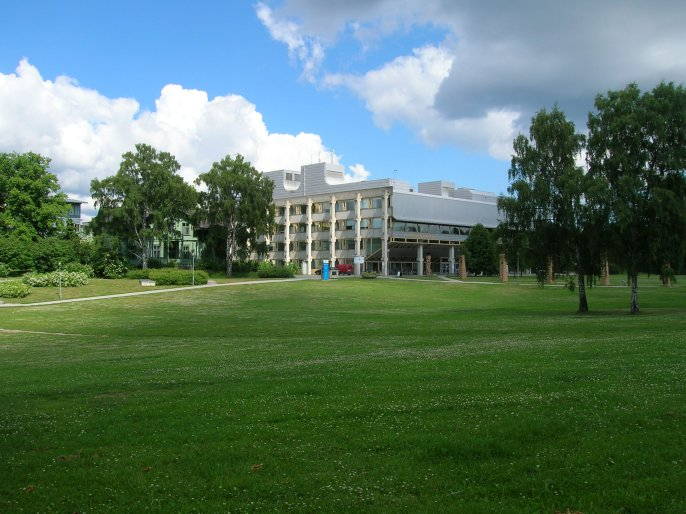
Il Laboratorio Arrheniusv nel campus principale di Frescati
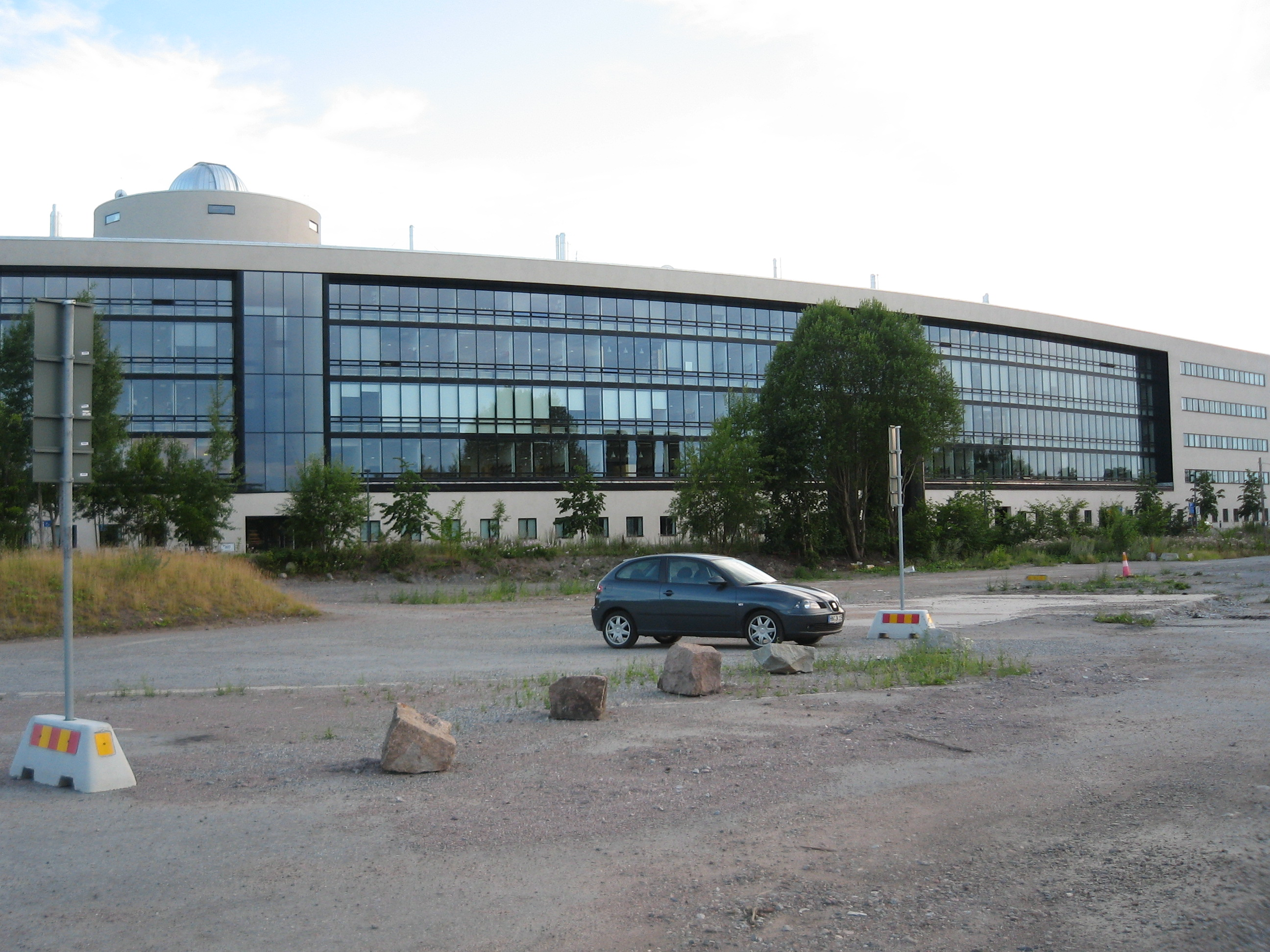
Centro di Albanova
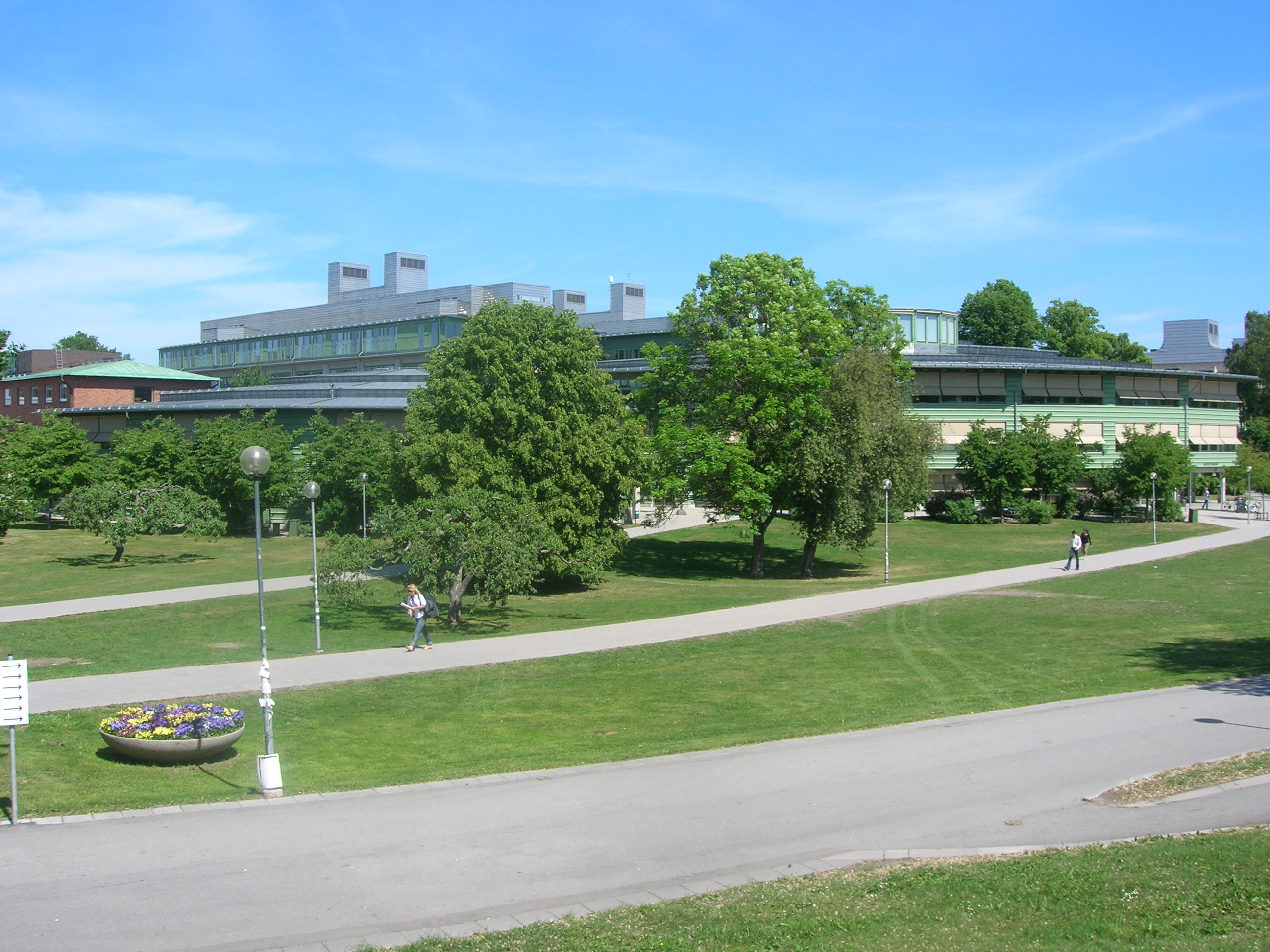
Geovetenskap